# جرجير
الجرجيرالمزروع أو الجرجار أو الكثأ أو الكثأة[بحاجة لمصدر] أو الإيهان (الاسم العلمي: Eruca Sativa)، هو نبات من الخضروات الورقية، مثل الخس، وهو عشب حولي ينمو في التربة الرطبة وعلى أطراف القنوات والجداول. يؤكل نيئاً ويستخدم في أطباق السلطة ولا يطبخ عادة. وتكثر زراعته في جميع دول الخليج والعالم العربي. وهناك أنواع كثيرة منه كالرشاد البستاني والرشاد الشتوي والرشاد المر والجرجير الهندي وجرجير الحجر وجرجير اليابسة. ويجب أن يقطف قبل أن تظهر البراعم الزهرية. غني بالفيتامينات خاصة فيتامين ج والمعادن. وهو بعد نباتًا أصليًا في منطقة البحر الأبيض المتوسط، حيث يحظى بشعبية كبيرة بوصفه مكون أساسي في طبق السلطة.

## الوصف
الجرجير نبات سنوي، يصل إرتفاعه ما بين 20 ألى 100سم (8 إلى 40 بوصة)، تتميز الأوراق بأنها ريشية الشكل مفصصة بعمق من 4 إلى 10 فصوص جانبية صغيرة وفص طرفي كبير. الزهور يبلغ قطرها من 2 إلى 4 سم، البتلات بيضاء كريمية مع عروق أرجوانية، الثمرة عبارة عن جراب بطول من 12 إلى 25 ملم (½ إلى 1 بوصة).

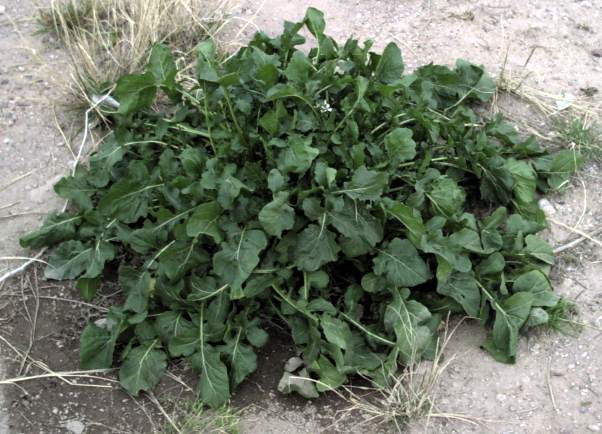
أوراق الجرجير

## القيمة الغذائية
يحتوي الجرجير على 92% ماء، وعلى 4% كربوهيدرات، وعلى 2.5% بروتينات، ويحتوي على نسبة ضئيلة جدًا من الدهون. والجرجير غني بحمض الفوليك وفيتامين "ك" كما أنه يحتوي على نسب عالية من الفيتامينات مثل فيتامين (فيتامين أ) وفيتامين ج، وهو غني بالمعادن مثل الكالسيوم والحديد والزنك والفوسفور والبوتاسيوم والمغنيسوم.

## الزراعة
تم زراعة الجرجير بوصفه نبات صالح للأكل في إيطاليا منذ العصر الروماني، وقد ذكره العديد من المؤلفين الكلاسيكين الرومان باعتباره مثيرًا للشهوة الجنسية، واشهر ما كتب في ذلك قصيدة منسوبة للشاعر الروماني الشهير "فيرجيل" في القرن الأول، ويؤكد بعض الكتاب أنه لهذا السبب كانت زراعة الجرجير ممنوعة في الأديرة خلال العصور الوسطى، وعلى الرغم من ذلك تم إدراج النبات في مرسوم أصدره شارلمان ضمن 802 عشبة صالحة للنمو في الحدائق.
تتم زراعة النبات في الحدائق جنبًا إلى جنب مع بعض الأعشاب مثل البقدونس والريحان. وهو يزرع الآن لأغراض تجارية في العديد من المناطق حول العالم، وهو متوفر لدي أسواق المزارعين وفي محلات السوبرماركت في جميع أنحاء العالم. وقد تم تجنيس النبات باعتباره نباتًا بريًا بعيدًا عن موطنه الأصلي في المناطق المعتدلة حول العالم بما في ذلك شمال أوربا وأمريكا الشمالية. تعرف البذور الناضجة من النبات في الهند باسم "جرجير"، وهو نفس الاسم المستخدم في اللغة العربية، وإن كان يشير هنا على وجه التحديد للاوراق الطازجة من النبات.
ظروف الصقيع تحول دون نمو النبات، وتحول أوراقه الخضراء إلى اللون الأحمر. وإذا كان الطقس دافئًا ينضج نبات الجرجير في غضون من 40 إلى 50 يومًا.

## الاستخدامات
كل أجزاء نبات الجرجير صالحة للأكل، بما في ذلك البذور الصغيرة والناضجة والزهور، وتناول الجرجير بشكل عام لا يسبب الحساسية. وفي إيطاليا منذ العصر الروماني كان يتم إضافة الجرجير الخام إلى السلطات، وغالبًا ما يتم إضافته كزينة للبيتزا، وفي جنوب إيطاليا كان يتم طهي الجرجير لعمل طبق المعكرونة، حيث تضاف كميات كبيرة من الجرجير المفروم بشكل خشن إلى المعكرونة المتبلة بصلصة الطماطم. كما يدخل الجرجير في العديد من الوصفات حيث يتم تقطيعه وإضافته إلى الأطباق المطبوخة، أو إلى الصلصات. كما يستخدم كتوابل للحوم المبردة والأسماك.
يتم استخدام الجرجير في جميع أنحاء إيطاليا كسلطة مع الطماطم ومع جبن البوراتا أو متزرلة الجاموس أو الموتزاريلا. وفي روما يتم استخدام الجرجير في "ستراتشيتي" وهو طبق من شرائح رقيقة من لحم البقر مع الجرجير النييء وجبن البارميزان. وفي تركيا، وعلى نحو مماثل، يؤكل النبات في صورته الخام كطبق جانبي أو سلطة مع الأسماك. أو يتم تقديمه مع صلصلة من زيت الزيتون البكر وعصير الليمون. وفي سلوفينيا غالبًا ما يتم دمج الجرجير مع البطاطس المسلوقة، أو استخدامه في الحساء. وفي غرب آسيا وباكستان وشمال الهند يتم عصر بذور الجرجير لاستخراج زيت التراميرا، الذي يستخدم في التخليل بعد تعتيقه، أو كزيت للطهي. وتستخدم كعكة بذور الجرجير كعلف للحيوانات.
منذ التسعينات تقريبًا أصبح الجرجير أكثر شعبية في الولايات المتحدة الأمريكية، وخاصة في المطاعم العصرية والمناطق الحضرية.

## معرض الصور

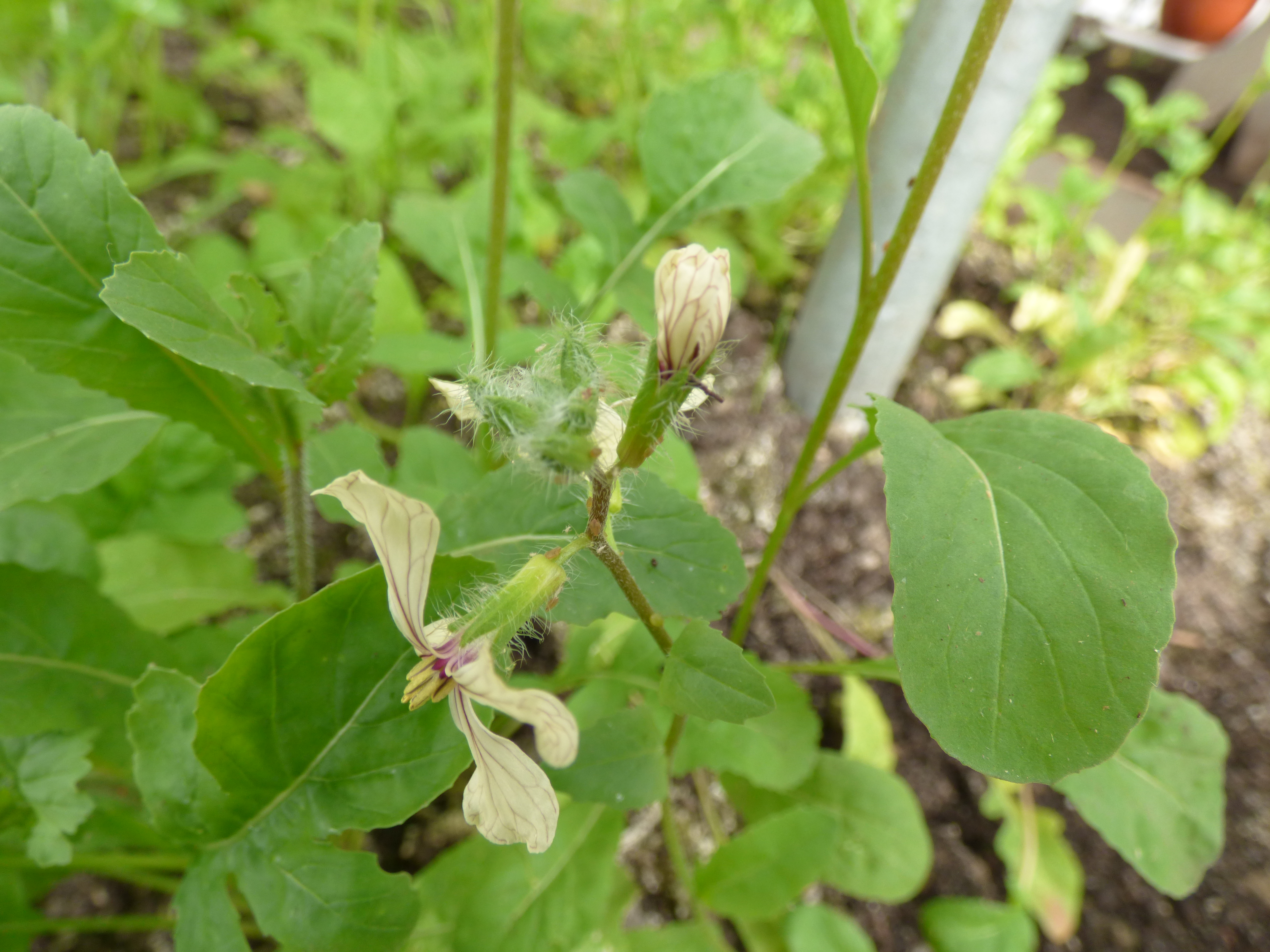
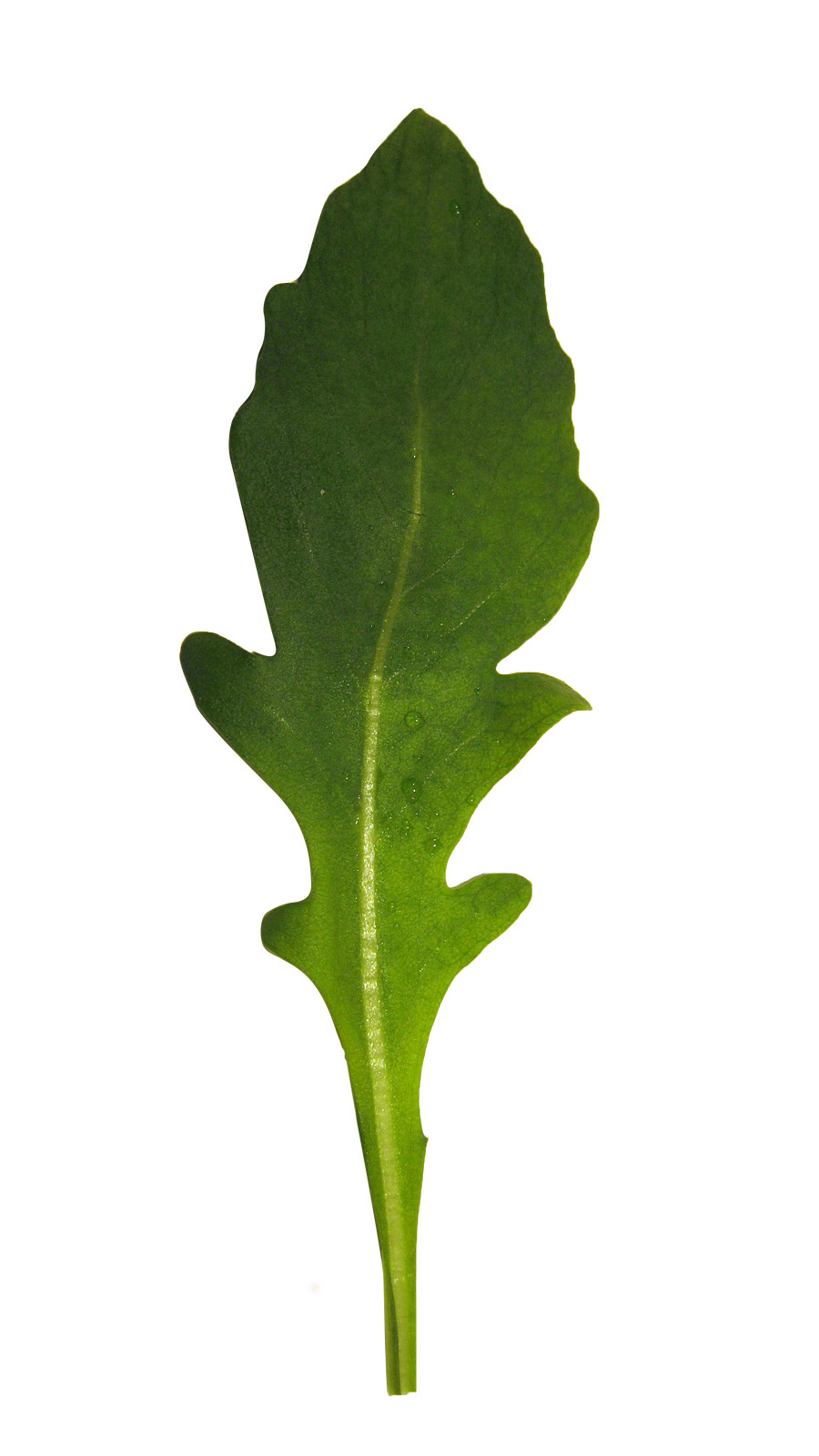
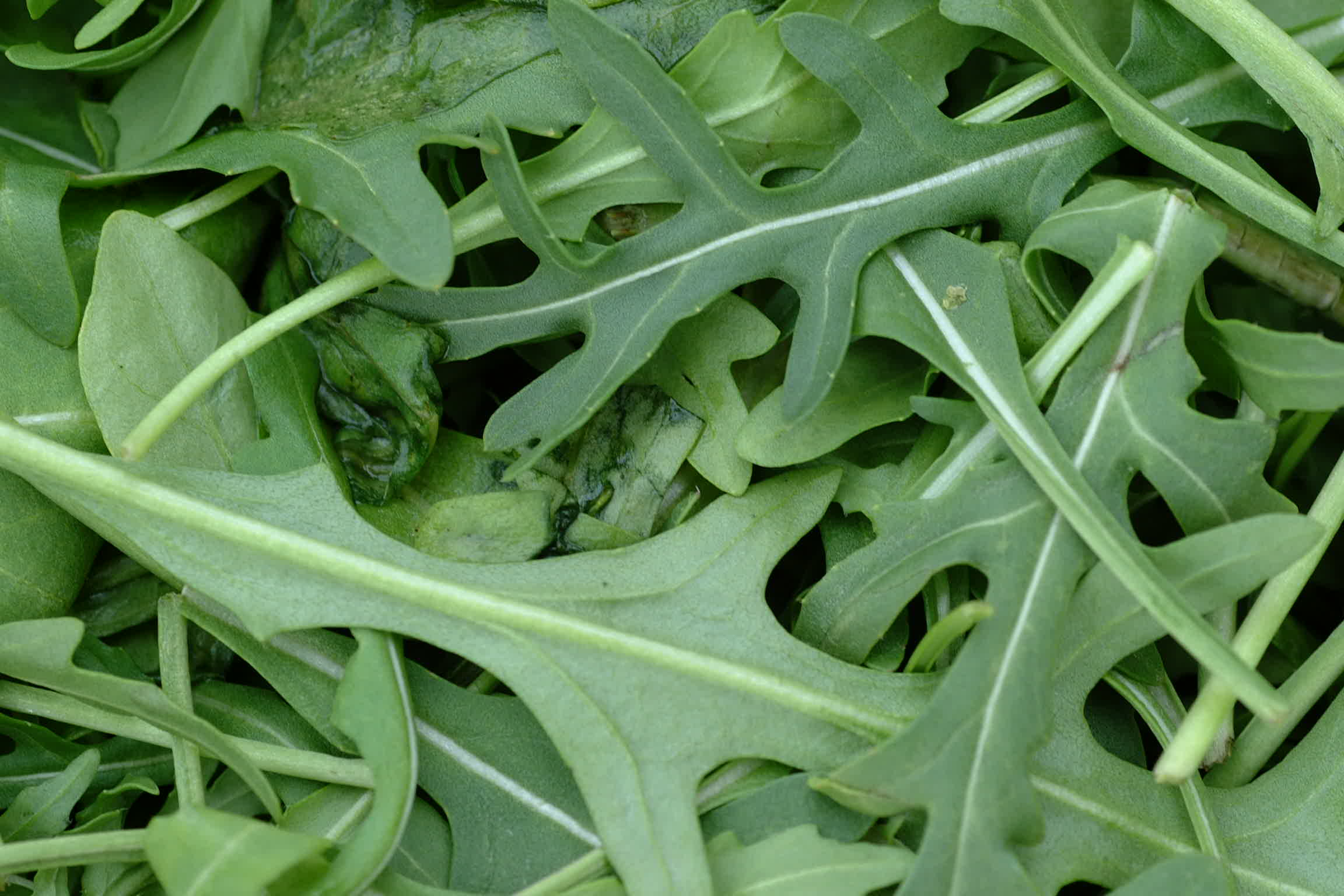
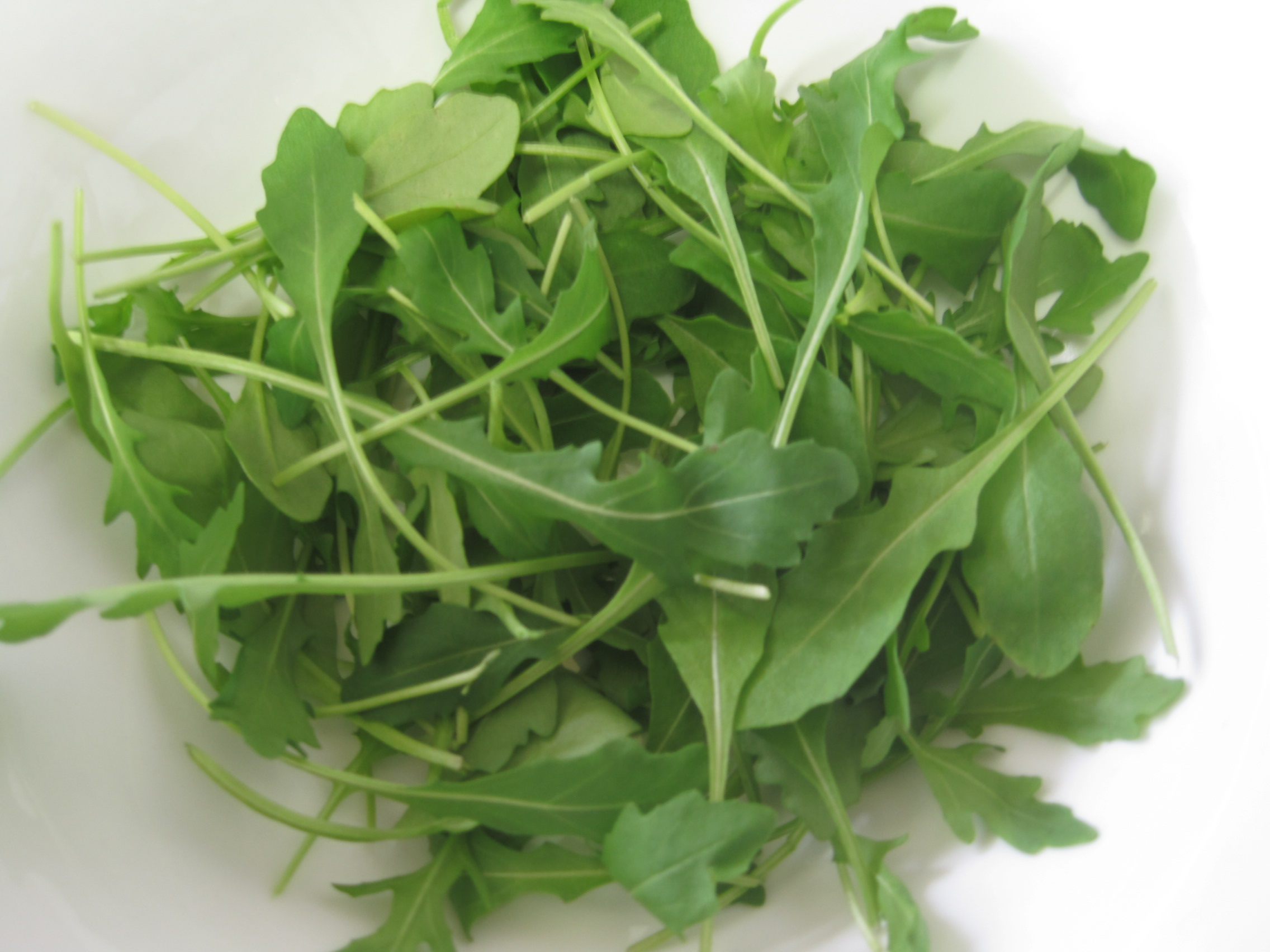
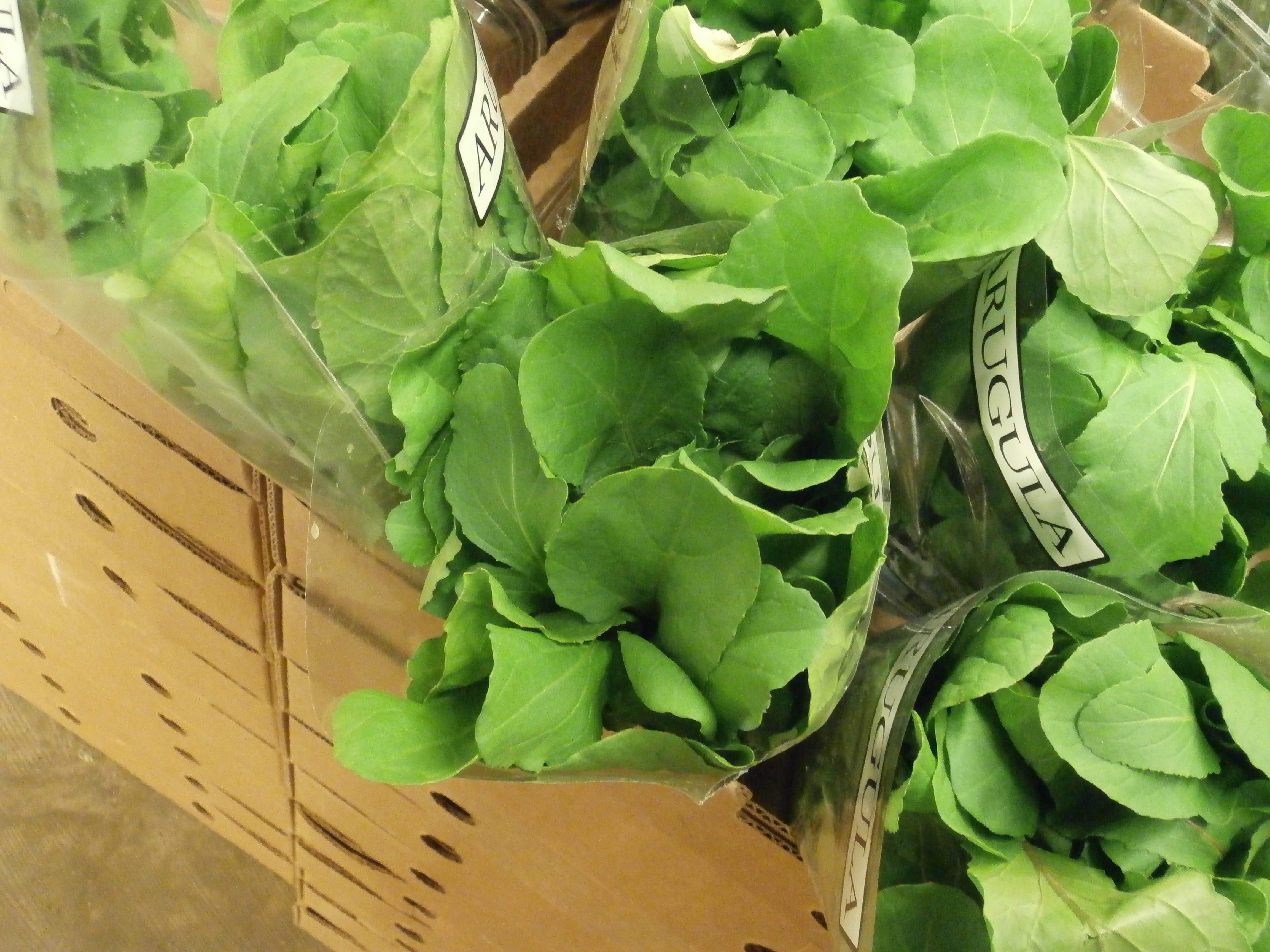
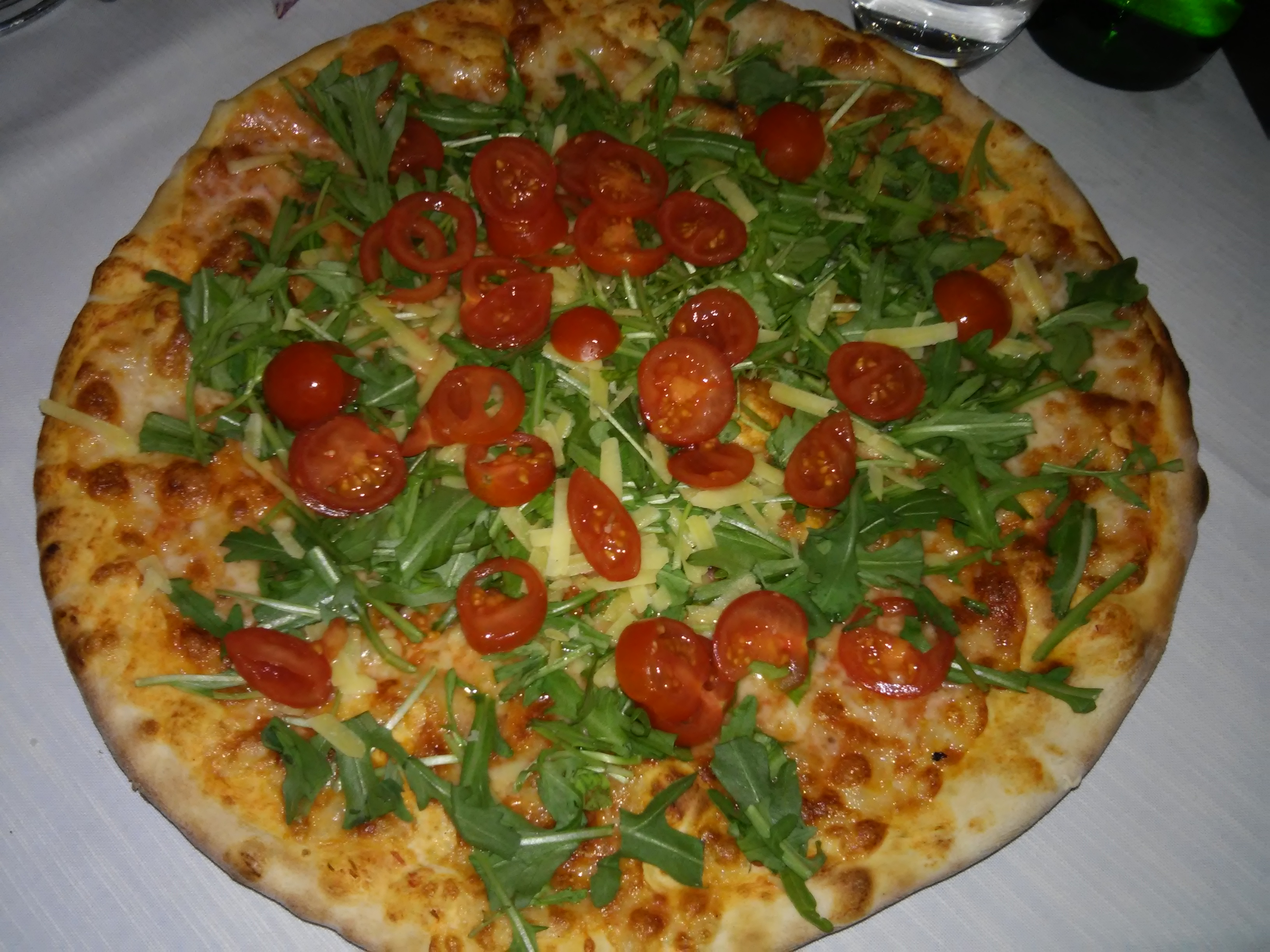
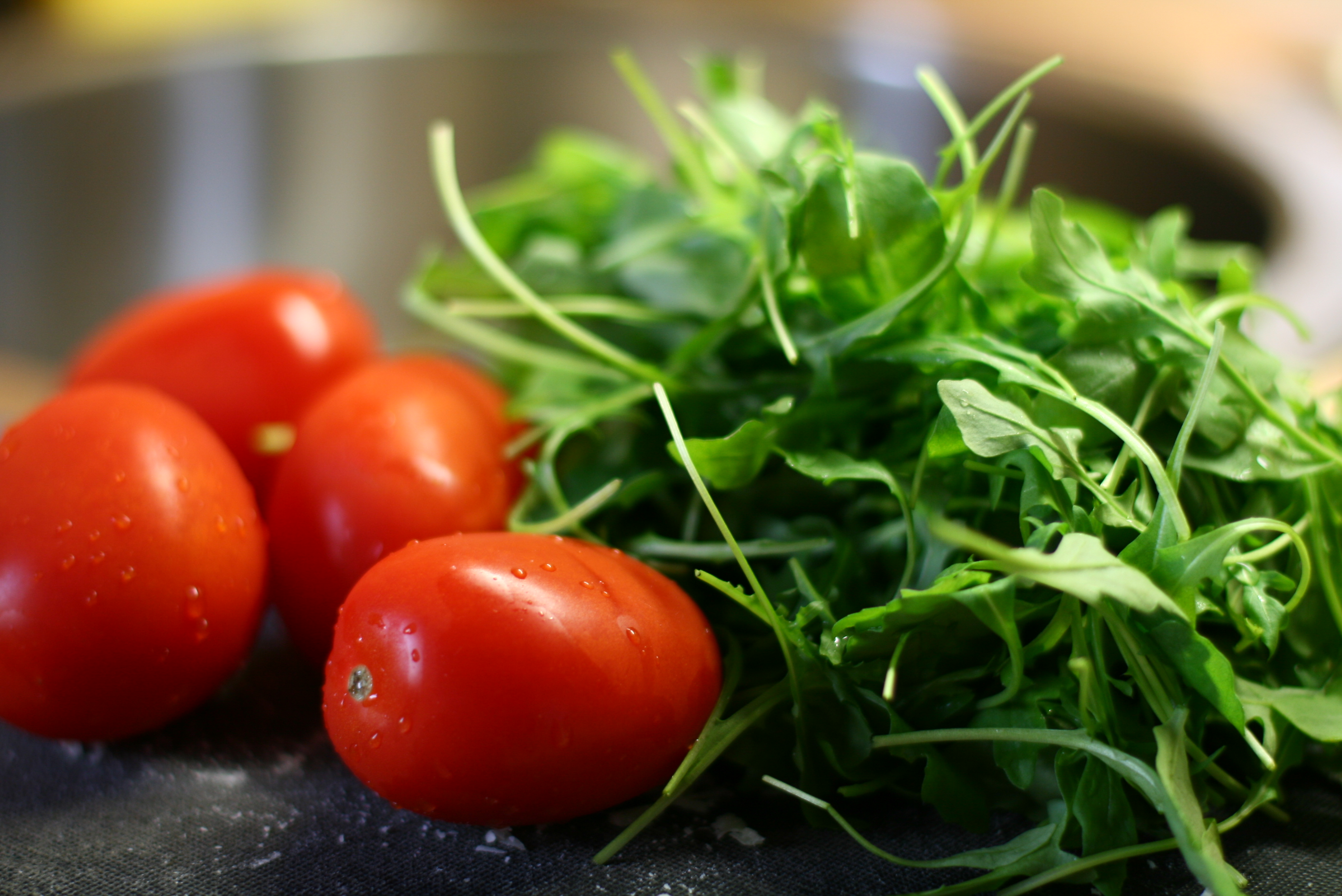
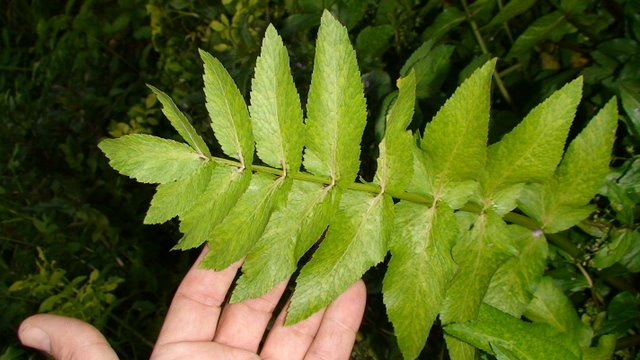
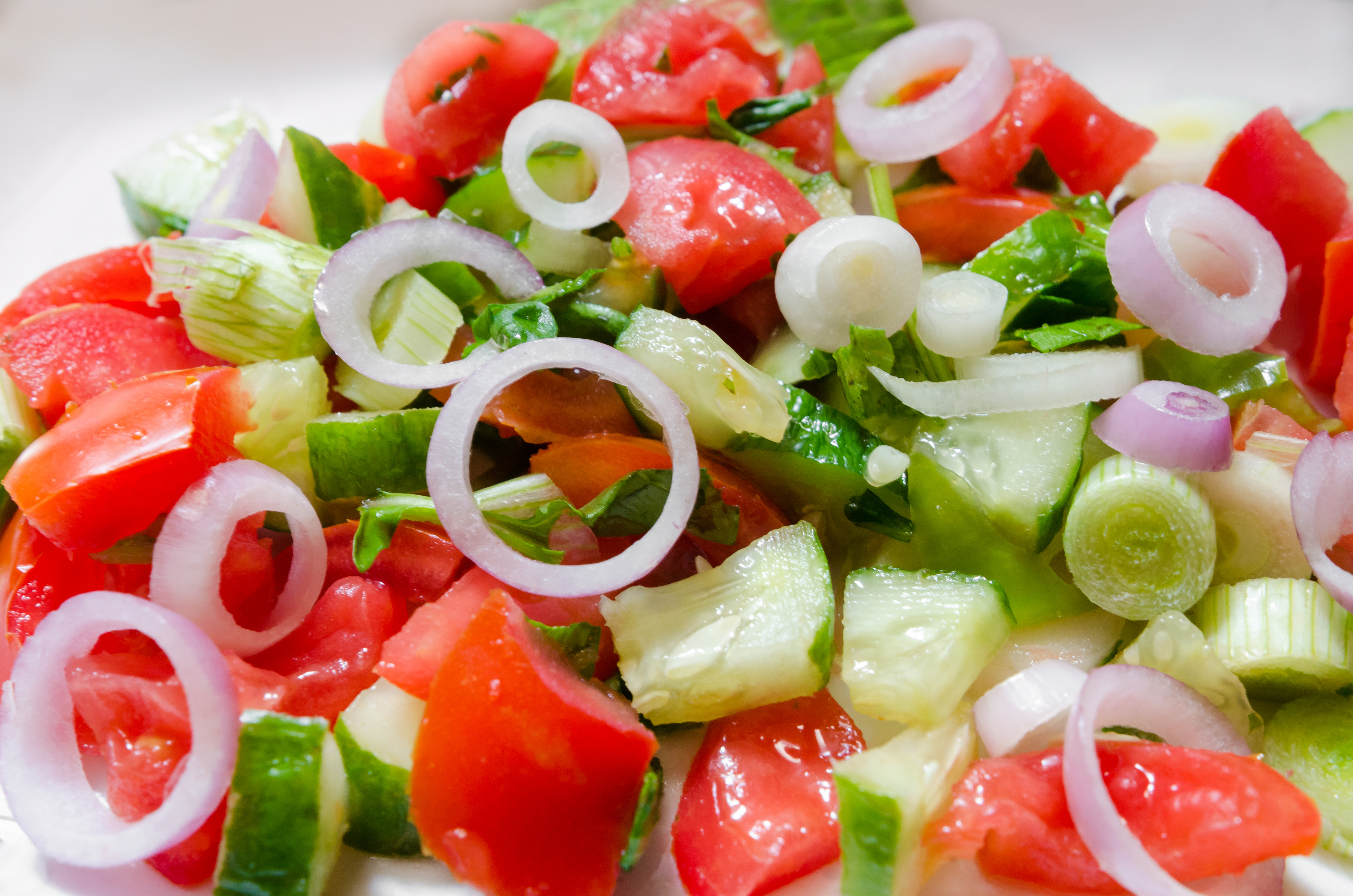
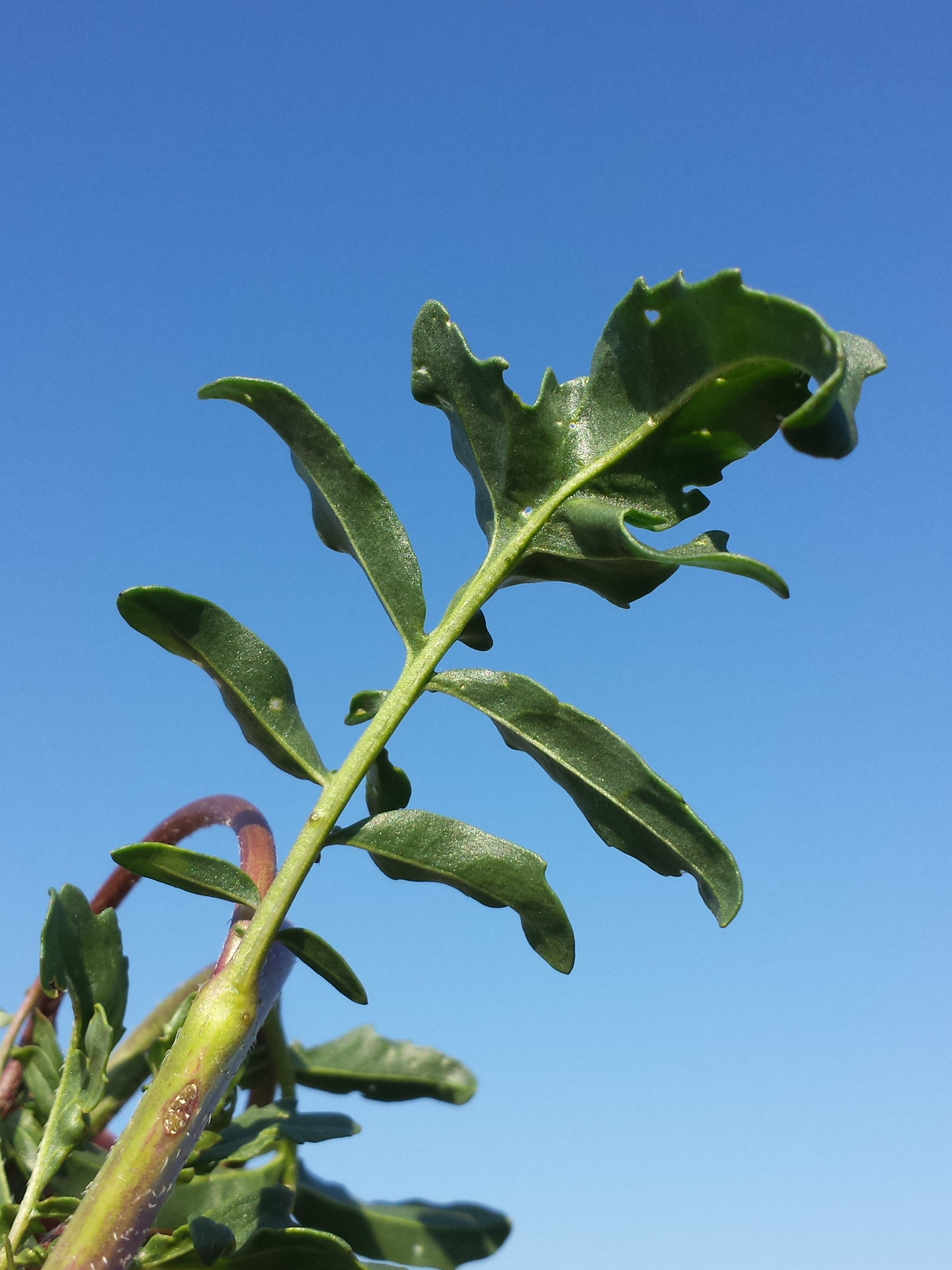
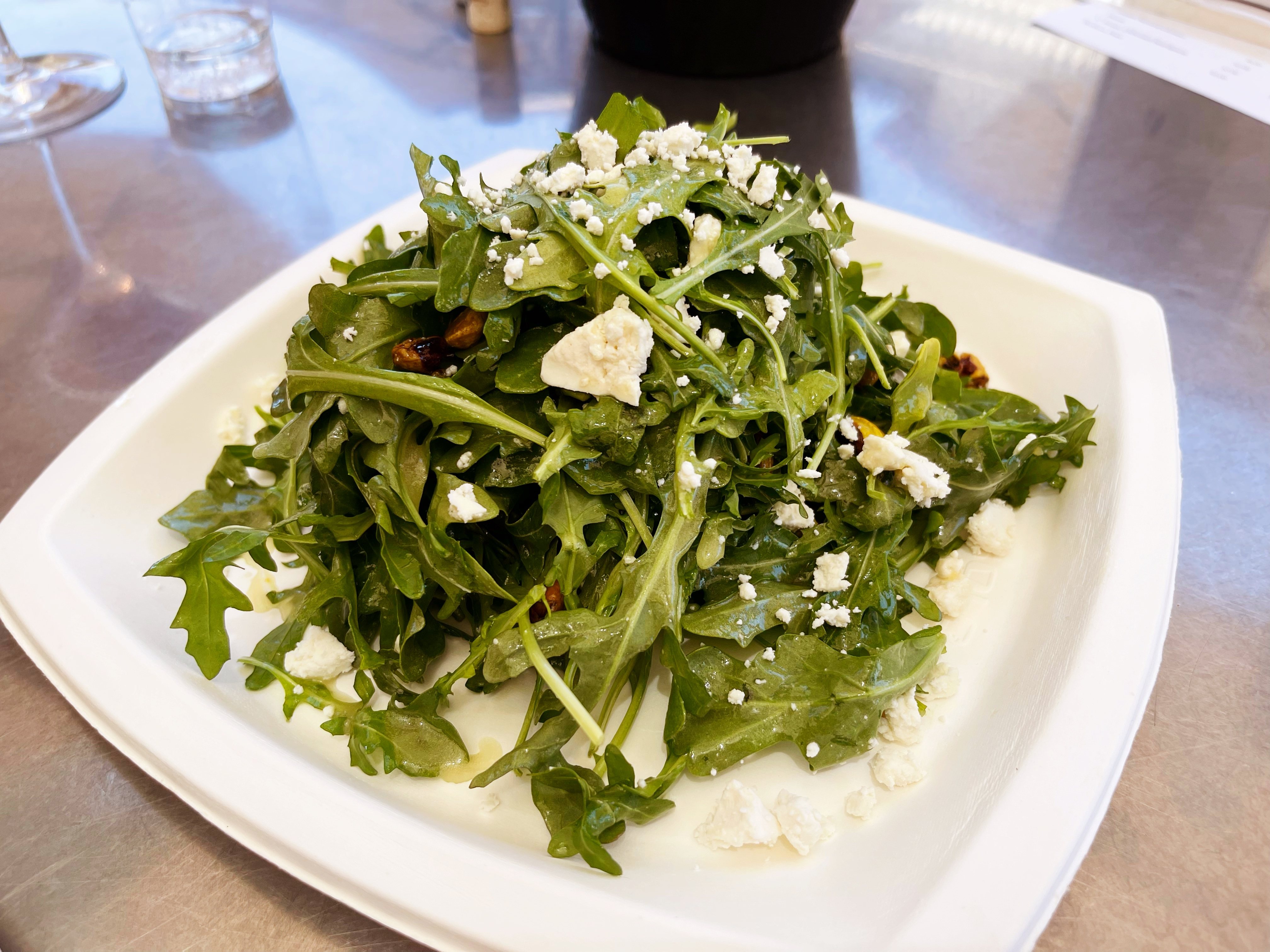